# Habromys lepturus
Habromys lepturus је врста глодара из породице хрчкова (Cricetidae).

## Распрострањење
Ареал врсте је ограничен на једну државу. Мексико је једино познато природно станиште врсте.

## Станиште
Станиште врсте су шуме.

## Угроженост
Ова врста је крајње угрожена и у великој опасности од изумирања.